# Collegio della Contea di Waterford
Il collegio della Contea di Waterford è stata una circoscrizione elettorale del Parlamento britannico in Irlanda che, tra il 1801 e il 1885, ha eletto due parlamentari. Dalle elezioni generali nel Regno Unito del 1885 il collegio fu scisso in East Waterford e West Waterford. Nel 1918 i due collegi furono accorpati nuovamente nel collegio della Contea Waterford eleggendo unicamente Cathal Brugha. Il collegio fu sciolto poco dopo.

## Confini
Questa circoscrizione un tempo comprendeva l'intera Contea di Waterford, fatta eccezione per il Borough di Dungarvan  e il collegio della città di Waterford (1801-1885 e 1918-1922).

### Membri del Parlamento 1801-1885 (1º degli eletti)
| Elezione                                                | Eletto                                           | Partito                  | Note                                                                                           |
| ------------------------------------------------------- | ------------------------------------------------ | ------------------------ | ---------------------------------------------------------------------------------------------- |
| Primo Parlamento del Regno Unito 1801                   | John Beresford                                   |                          |                                                                                                |
| Elezioni generali nel Regno Unito del 1802              | John Beresford                                   |                          |                                                                                                |
| Elezioni generali nel Regno Unito del 1806 (suppletive) | John Claudius Beresford                          | Tory                     |                                                                                                |
| Elezioni generali nel Regno Unito del 1806              | John Claudius Beresford                          | Tory                     |                                                                                                |
| Elezioni generali nel Regno Unito del 1811 (suppletive) | William Carr Beresford, I visconte Beresford     | Tory                     |                                                                                                |
| Elezioni generali nel Regno Unito del 1814              | George Thomas Beresford                          | Tory                     |                                                                                                |
| Elezioni generali nel Regno Unito del 1826              | Henry Villiers-Stuart, I barone Stuart de Decies | Whig                     | Fratello maggiore di William Villiers-Stuart e padre di Henry Villiers-Stuart                  |
| Elezioni generali nel Regno Unito del 1830 (suppletive) | George Thomas Beresford                          | Tory                     |                                                                                                |
| Elezioni generali nel Regno Unito del 1830              | George Thomas Beresford                          | Tory                     |                                                                                                |
| Elezioni generali nel Regno Unito del 1831              | Richard Musgrave, III baronetto di Tourin        | Whig                     |                                                                                                |
| Elezioni generali nel Regno Unito del 1832              | John Matthew Galwey                              | Repeal Association       |                                                                                                |
| Elezioni generali nel Regno Unito del 1835              | Richard Musgrave, III baronetto di Tourin        | Repeal Association       |                                                                                                |
| Elezioni generali nel Regno Unito del 1835 (suppletive) | Sir Richard Musgrave                             | Repeal Association       |                                                                                                |
| Elezioni generali nel Regno Unito del 1837              | John Power                                       | Whig                     |                                                                                                |
| Elezioni generali nel Regno Unito del 1840 (suppletive) | Robert Carew                                     | Whig                     |                                                                                                |
| Elezioni generali nel Regno Unito del 1847              | Nicholas Mahon Power                             | Repeal Association       |                                                                                                |
| Elezioni generali nel Regno Unito del 1852              | Nicholas Mahon Power                             | Independent Irish Party  |                                                                                                |
| Elezioni generali nel Regno Unito del 1857              | Nicholas Mahon Power                             | Radicals                 |                                                                                                |
| Elezioni generali nel Regno Unito del 1859              | Walter Talbot                                    | Irish Conservative Party | Nel 1868, con patente reale, cambiò il proprio cognome in Carpenter                            |
| Elezioni generali nel Regno Unito del 1865              | John Beresford, V marchese di Waterford          | Irish Conservative Party |                                                                                                |
| Elezioni generali nel Regno Unito del 1866 (suppletive) | Edmond de la Poer, I conte de la Poer            | Partito Liberale         |                                                                                                |
| Elezioni generali nel Regno Unito del 1873 (suppletive) | Henry Villiers-Stuart                            | Partito Liberale         | Figlio di Henry Villiers-Stuart, I barone Stuart de Decies e nipote di William Villiers-Stuart |
| Elezioni generali nel Regno Unito del 1874              | Charles Beresford                                | Irish Conservative Party |                                                                                                |
| Elezioni generali nel Regno Unito del 1877 (suppletive) | Charles Beresford                                | Irish Conservative Party |                                                                                                |
| Elezioni generali nel Regno Unito del 1880              | Henry Villiers-Stuart                            | Partito Liberale         |                                                                                                |
| Elezioni generali nel Regno Unito del 1884 (suppletive) | Henry Villiers-Stuart                            | Partito Liberale         |                                                                                                |
| Elezioni generali nel Regno Unito del 1885              |                                                  |                          | Accorpato, vedi East Waterford e West Waterford                                                |

### Membri del Parlamento 1801-1885 (2º degli eletti)
| Elezione                                                | Eletto                    | Partito                        | Note                                                                                               |
| ------------------------------------------------------- | ------------------------- | ------------------------------ | -------------------------------------------------------------------------------------------------- |
| Primo Parlamento del Regno Unito 1801                   | Richard Power             | Whig                           | |
| Elezioni generali nel Regno Unito del 1802              | Edward Lee                | Whig                           | |
| Elezioni generali nel Regno Unito del 1806 (suppletive) | Edward Lee                | Whig                           | |
| Elezioni generali nel Regno Unito del 1806              | Richard Power             | Whig                           | |
| Elezioni generali nel Regno Unito del 1811 (suppletive) | Richard Power             | Whig                           | |
| Elezioni generali nel Regno Unito del 1814              | Richard Power             | Whig                           | |
| Elezioni generali nel Regno Unito del 1826              | Richard Power             | Whig                           | |
| Elezioni generali nel Regno Unito del 1830 (suppletive) | Richard Power             | Whig                           | |
| Elezioni generali nel Regno Unito del 1830              | Daniel O'Connell          | Repeal Association             | |
| Elezioni generali nel Regno Unito del 1831              | Robert Power              | Whig                           | |
| Elezioni generali nel Regno Unito del 1832              | Sir Richard Keane, Bt     | Whig                           | |
| Elezioni generali nel Regno Unito del 1835              | Patrick Power             | Whig                           | |
| Elezioni generali nel Regno Unito del 1835 (suppletive) | William Villiers-Stuart   | Whig                           | Fratello minore di Henry Villiers-Stuart, I barone Stuart de Decies e zio di Henry Villiers-Stuart |
| Elezioni generali nel Regno Unito del 1837              | William Villiers-Stuart   | Whig                           | |
| Elezioni generali nel Regno Unito del 1840 (suppletive) | William Villiers-Stuart   | Whig                           | |
| Elezioni generali nel Regno Unito del 1847              | Robert Keating            | Repeal Association             | |
| Elezioni generali nel Regno Unito del 1852              | John Esmonde, X baronetto | Independent Irish Party        | |
| Elezioni generali nel Regno Unito del 1857              | John Esmonde, X baronetto | Whig                           | |
| Elezioni generali nel Regno Unito del 1859              | John Esmonde, X baronetto | Partito Liberale               | |
| Elezioni generali nel Regno Unito del 1865              | John Esmonde, X baronetto | Partito Liberale               | |
| Elezioni generali nel Regno Unito del 1866 (suppletive) | John Esmonde, X baronetto | Partito Liberale               | |
| Elezioni generali nel Regno Unito del 1873 (suppletive) | John Esmonde, X baronetto | Partito Liberale               | |
| Elezioni generali nel Regno Unito del 1874              | John Esmonde, X baronetto | Home Rule League               | |
| Elezioni generali nel Regno Unito del 1877 (suppletive) | James Delahunty           | Home Rule League               | |
| Elezioni generali nel Regno Unito del 1880              | John Aloysius Blake       | Home Rule League               | |
| Elezioni generali nel Regno Unito del 1884 (suppletive) | Patrick Joseph Power      | Partito Parlamentare Irlandese | Patrick Joseph Power fu poi più volte rieletto nel Collegio di East Waterford                      |
| Elezioni generali nel Regno Unito del 1885              |                           |                                | Accorpato, vedi East Waterford e West Waterford                                                    |

### Membri del Parlamento 1918
| Elezione                                   | Eletto        | Partito   | Note      |
| ------------------------------------------ | ------------- | --------- | --------- |
| Elezioni generali nel Regno Unito del 1918 | Cathal Brugha | Sinn Féin |           |
| Elezioni generali nel Regno Unito del 1922 |               |           | Soppresso |